# دادگاه عالی ایالت کارناتاکا
۱۲°۵۸′۴۰″شمالی ۷۷°۳۵′۳۳″شرقی / ۱۲٫۹۷۷۹°شمالی ۷۷٫۵۹۲۶°شرقی
دادگاه عالی ایالت کارناتاکا (به انگلیسی: Karnataka High Court) در ایالت کارناتاکا کشور هند و در نتیجه بالاترین مقام قضایی آن ایالت است. مکان اصلی دادگاه در بنگلور، پایتخت کرناتکه و مقرهای دیگر آن در هوبلی–دارودا و کالابورگی قرار دارد. قبلاً دادگاه عالی میسور نامیده می‌شد. در بنگلور دادگاه عالی از یک ساختمان آجری با رنگ قرمز معروف به آتارا کاچری واقع در مقابل ویدانا سودا مقر مجلس قانونگذاری کارناتاکا ساخته شده است.